# Потсдамський астрофізичний інститут Лейбніца
Потсдамський астрофізичний інститут Лейбніца (нім. Leibniz-Institut für Astrophysik Potsdam англ. Leibniz Institute for Astrophysics Potsdam) (AIP) — німецький науково-дослідний інститут. Він є наступником Берлінської обсерваторії, заснованої 1700 року, і Потсдамської астрофізичної обсерваторії, заснованої 1874 року. Остання у свій час стала першою обсерваторією, яка зосереджувала свою роботу на дослідженнях у галузі астрофізики. Сучасний інститут засновано 1992 року.
Інститут є членом Наукового товариства Лейбніца і фінансується за рахунок його коштів. Розташований у Бабельсберзі, на захід від Берліна. До структури інституту також належать сонячна обсерваторія Вежа Ейнштейна.
Ключовими напрямками досліджень інституту є космічні манітні поля (магнітогідродинаміка) різного масштабу і позагалактична астрономія. В галузі астрономії та астрофізики інститутом охоплено широке коло тем для вивчення: від фізики Сонця і зір до зоряної та галактичної еволюції і космології.
Інститут також працює над розвитком технологій у галузі спектроскопії та автоматизованих телескопів, співпрацює з Великим бінокулярним телескопом у Аризоні, займається розробкою астрономічного обладнання для великих телескопів, таких як ДВТ і ESO.

## Історія

### Заснування
1700 року у Берліні за ініціативою Ґотфріда Лейбніца пруським курфюрстом Фрідріхом І було засноване Бранденбурзьке товариство (нім. Brandenburgische Societät), згодом відоме як Академія наук Пруссії. Товариству було надане монопольне право на видання календарів. Календар повинна була розробити обсерваторія, першим директором якої був призначений Ґотфрід Кірх.
Однак саму обсерваторія було сконструйовано лише 1711 року.
1835 року було зведене нове приміщення для обсерваторії у Берліні. Його розробляв відомий архітектор Карл Фрідріх Шинкель.
Берлінська обсерваторія стала широко відомою у світі після відкриття там 1846 року Йоганном Ґалле планети Нептун.
Іншими важливими відкриттями Берлінської обсерваторії були відкриття анодних променів, здійснене Євген Голдстейном у фізичній лабораторії 1886 року, і відкриття зміни висоти над рівнем моря полюсів Землі Карлом Фрідріхом Кюстнером 1888 року.
1874 року було засновано Потсдамську астрофізичну обсерваторію на пагорбі Телеграфенберг, а після того як було завершено її спорудження Берлінську обсрваторію було перенесено до Бабельсберга у 1913 році.

### Заснування Потсдамської астрофізичної обсерваторії
В середині 19 століття Г. Кірхгофом і Р. Бунзеном було запропоновано метод спектрального аналізу за оптичними спектрами атомів. Це дало можливість отримувати інформацію про фізичні параметри та хімічні властивості зір.
Для використання таких можливостей директор Берлінської обсерваторії Вільгельм Ферстер 1871 року виступив з ініціативою спорудження сонячної обсерваторії, наголошуючи на важливості та користі сонячних досліджень.

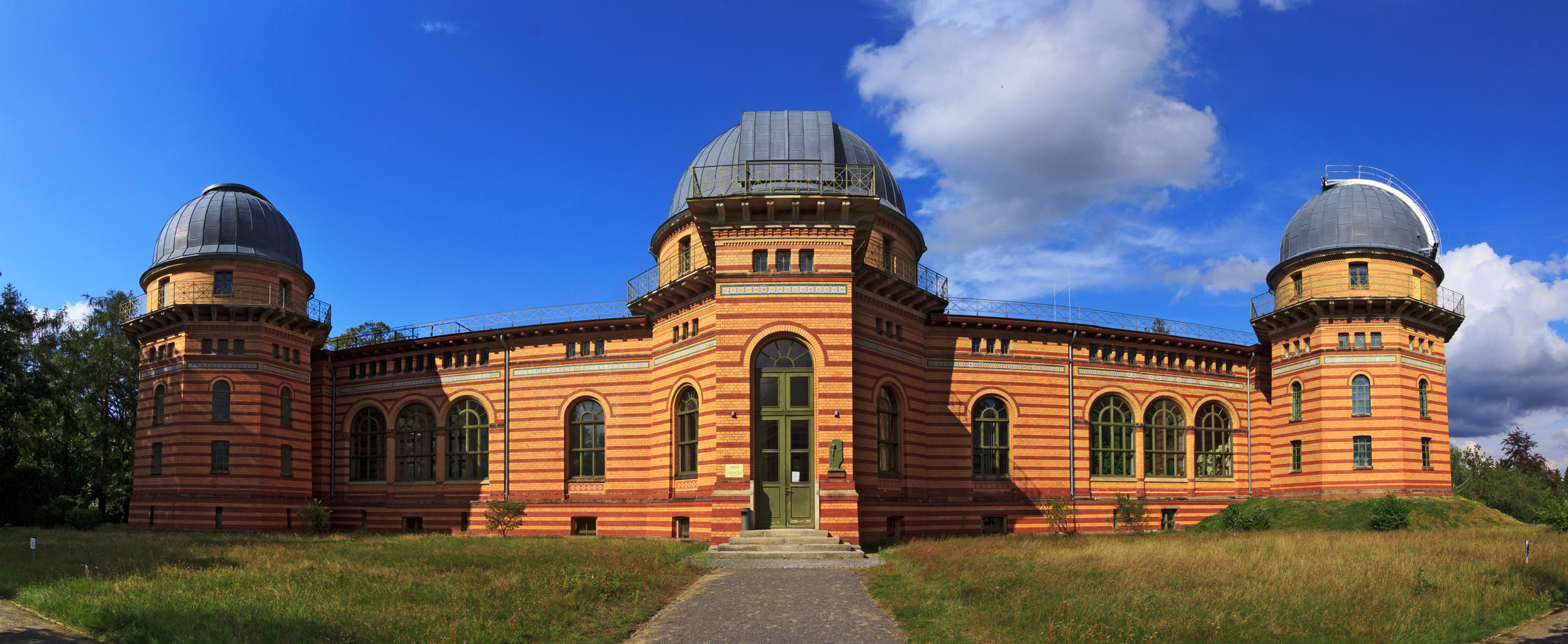
Потсдамська астрофізична обсерваторія. Тепер у цьому приміщенні розміщений Потсдамський інститут досліджень впливу клімату

Місцем для нової обсерваторії був обраний пагорб Телеграфенберг у південній частині Потсдаму. На цьому пагорбі з 1832 по 1848 рік розміщувався ретранслятор військового телеграфа, що сполучав Берлін і Кобленц. 1 липня 1874 року було засновано Потсдамську астрофізичну обсеваторію. Роботи по спорудженню обсерваторії почались 1876 року, до осені 1879 року закінчене будівництво головної будівлі та її обладнання. Ще до того часу сонячні спостереження були розпочаті у Потсдамі Густавом Шперером в колишньому приміщенні сирітського притулку на вулиці Лінден.
Керівництво обсерваторією здійснювала рада директорів у складі Густав Кірхгофа, Вільгельма Ферстера і Артура Ауверса. 1882 року директором був призначений Карл Германн Фогель. Він першим зміг фотографічно визначити променеву швидкість зірок, в результаті чого відкрив явище спектральної подвійності зір.
1899 року в обсерваторії було встановлено найбільший на той час у світі рефрактор. Його встановили під куполом на висоті 24 метри. Урочисту церемонію відкриття проводив імператор Вільгельм ІІ.
Під час роботи цього телескопу зроблено два важливих відкриття:
- 1904 року Йоганнес Франц Гартман відкрив лінії поглинання кальцію у міжзоряному середовищі спосетрігаючи за спектрально подвійною зорею Дельта Оріона;
- відкриття емісійних кальцієвих ліній Гансом Людендорфом і Густавом Ебергартом, що дало підстави припускати наявність зоряної поверхневої активності.

1910 року директором Потсдамської астрофізичної обсерваторії став астрофізик Карл Шварцшильд. Відомий тим, що розробив розв'язок рівняння Ейнштейна — «метрику Шварцшильда», яка мала важливе значення для теорії чорних дір.

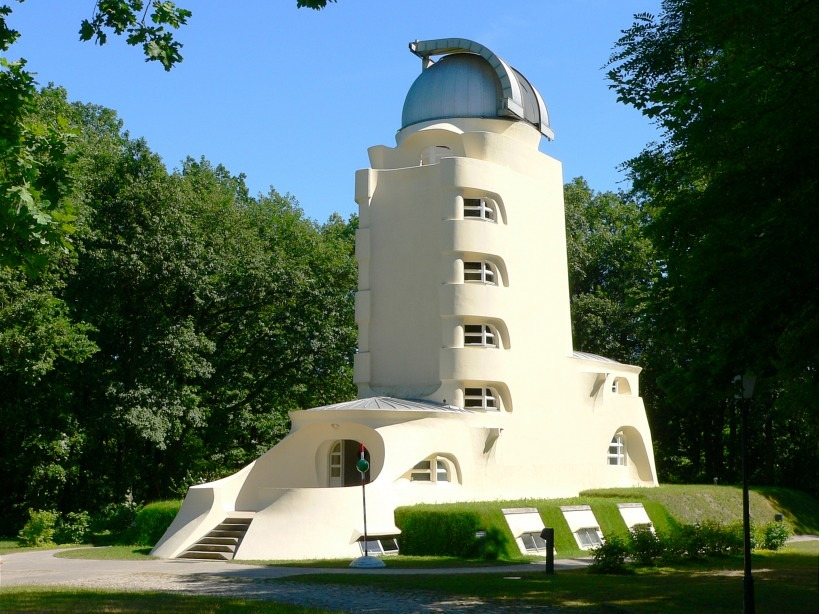
Башта Ейнштейна

З 1921 по 1924 рік тривало будівництво нового сонячного телескопа. Його було споруджено за ініціативою Ервіна Фройндліха з метою підтвердження гравітаціного червоного зміщення — ефекту, який запропонований загальною теорією відносності Ейнштейна. Автором проекту цієї наукової споруди був німецький архітектор Еріх Мендельсон. Телескоп отримав назву «Вежа Ейнштейна».

### Перенесення Берлінської обсерваторії у Бабельсберг
Берлінська обсерваторія будувалась на межі міста. Але до кінця 19 століття через розширення міської забудови, виявилась оточеною житловими будинками, що зробило наукові астрономічні спостереження неможливими. Тоді, Вільгель Ферстер запропонував перенести обсерваторію в місце за межами Берліна, де б були кращі умови для спостережень. 1904 року наступником Ферстера призначений Герман Струве, якому і було доручено реалізовувати ідею перенесення обсерваторії.
Новим місцем було обрано пагорб у східній частині королівського парку у Бабельсберзі, після того як 1906 року Пауль Гутник провів тут тестові спостереження. Місце для обсерваторії було виділене за розпорядженням короля безкоштовно. Витрати на спорудження нової будівлі та нового обладнання (1,5 мільйона золотих марок) були покриті за рахунок продажу землі колишньої Бердінської обсерваторії. Будівництво розпочалось у липні 1911 року. 2 серпня 1913 року переміщення з Берліна у Бабельсберг було завершене.
1915 року в обсерваторії було встановлено новий 65-сантиметровий рефрактор виробництва компанії «Карл Цейс». Після смерті Струве 1920 року, директором став П. Гутник. Під його керівництвом 1924 року завершене встановлення 122-сантиметрового телескопа, який на той час був другим найбільшим у світі. Завдяки цьому Бабельсберзька обсерваторія стала найкраще обладнаною обсерваторією Європи.
В обсерваторії працювали над розвитком фотоелектричного методу вимірювання яскравості зір, який був запропонований Гутником ще 1913 року.
1931 року до Бабельсберзької обсерваторії була проєднана Зоннеберзька обсерваторія, засновано Куно Гоффмейстером.
Після встановлення фашистського режиму у Німеччині і вигнання єврейських співробітників почався занепад астрономії у Постдамі і Бабельсберзі. З початком Другої світової війни астрономічні дослідження взагалі припинились.

### Розвиток після Другої світової війни

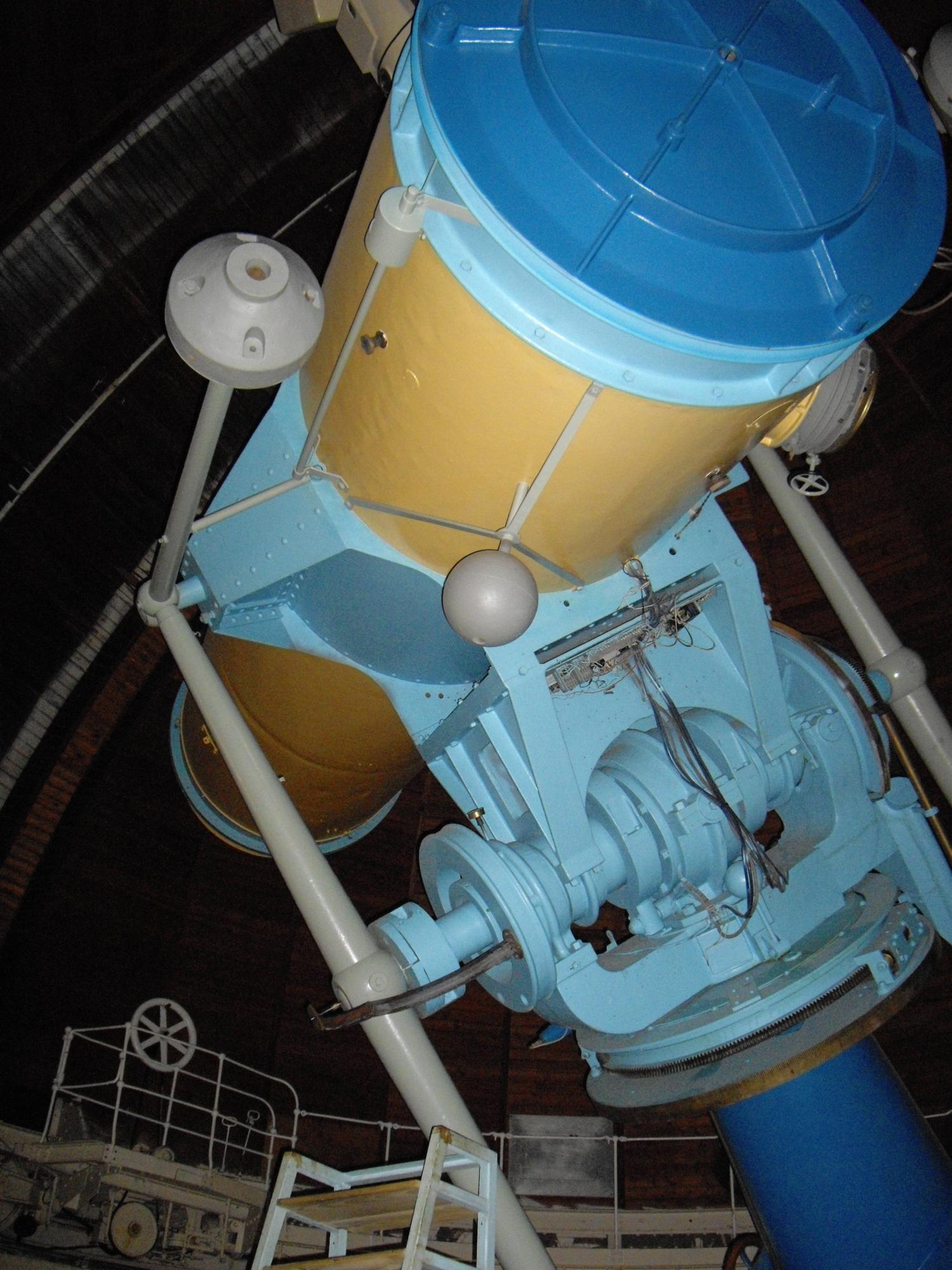
122-сантиметровий телескоп Кримської обсерваторії (колишній Бабельсберзький)

Відновити роботу обсерваторії після війни було непросто. Вежа Ейнштейна у Потсдамі сильно постраждала під час бомбардувань, а обладнання Бабельсберзької обсерваторії, в тому числі 122-сантиметровий телескоп, було вивезене до СРСР як військова компенсація. Сьогодні цей телескоп знаходиться у Кримській астрофізичній обсерваторії.
У січні 1947 року Потсдамська астрофізична обсерваторія перейшла у підпорядкування академії наук НДР. Астрономічні спостереження були відновлені на початку 1950-х років.
1969 року чотири східно-німецькі інститути — Потсдамська астрофізична обсерваторія, Бабельсберзька обсерваторія, Зоннеберзька обсерваторія і Таутенбурзька обсерваторія Карла Шварцшильда — були об'єднані у Центральний інститут астрофізики Академії Наук НДР. Згодом були приєднані Вежа Ейнштейна і сонячна обсерваторія у Тремсдорфі.
Наукова діяльність новоствореного інституту велась у двох головних напрямках. Перший стосувався косімчних магнітних полів, явища сонячної турбулентності, магнітних та еруптивних процесів на Сонці, процесів розсіювання вибухової енергії у плазмі, змінних зір та зоряної активності. В іншому напрямку зусилля науковців спрямовувались на дослідження ранніх фаз космічної еволюції та походження крупномасштабних об'єктів Всесвіту, таких як активні ядра галактик і надскупчення галактик. Були впроваджені нові методи обробки зображень.

### Заснування сучасного інституту
Після об'єднання Німеччини Центральний інститут астрофізики як частина Академії наук НДР був розформований. 1 січня 1992 року було засновано Потсдамський астрофізичний інститут, із значно скороченою кількістю персоналу. Інститут розміситили на місці колишньої Бабельсберзької обсерваторії.
Зоннеберзька обсерваторія і обверваторія Карла Шварцшильда більше не входять до структури інституту. Сонячна обсерваторія у Тремсдорфі управляється інститутом, також AIP підтримує роботу Великого рефрактора і Вежі Ейнштейна на Телеграфенберзі.
15 квітня 2011 року назва інституту змінена, для підкреслення ваги внеску у розвиток обсерваторії Наукового товариства Лейбніца до назви додано його прізвище.

## Основні галузі досліджень
- Магнітогідродинаміка: магнітні поля і турбулентність у зірках, акреційних дисках і галактиках, комп'ютерна симуляція магнітних нестабільностей і конвекції.
- Фізика Сонця: спостереження за сонячними плямами і магнітними полями; Геліосейсмологія і гідродинамічне цифрове моделювання; вивчення плазмових процесів у сонічній короні методами радіоастрономії — цю діяльність організовує сонячена обверваторія радіоастрономії у Темсдорфі, обладнана чотирма антенами різної довжини хвиль від 40 до 800 мегагерц.
- Фізика зір: Цифрове симулювання конвекційних процесів у зоряній атмосфері, визначення параметрів та хімічного складу зоряної поверхні, поверхневих потоків, пилових дисків червоних гігантів.
- Зоряна еволюція і міжзоряне середовище: коричневі карлики і немасивні зорі; навколозоряні диски; походження подвійних і кратних зір.
- Галактики і квазари: Материнські галактики і околиці квазарів, розвиток квазарів та активних ядер галактик, структура і виникнення Чумацького Шляху, цифрове комп'ютерне моделювання виникнення та розвитку галактик.
- Космологія: Цифрове моделювання виникнення крупомасштабних галактичних структур.